# Gylfi Sigurðsson
Gylfi Þór Sigurðsson (Reykjavik, 8 september 1989) is een IJslands voetballer die bij voorkeur centraal op het middenveld speelt. Gylfi tekende in augustus 2017 een contract tot medio 2022 bij Everton, dat circa €49.250.000,- voor hem betaalde aan Swansea City. Daarmee werd hij de duurste aankoop ooit voor de Engelse club. Hij debuteerde in 2010 in het IJslands voetbalelftal.

## Carrière
Gylfi Thór Sigurðsson speelde in de jeugd van Hafnarfjörður en Breiðablik voor hij werd opgenomen in de jeugdopleiding van Reading. Hij stroomde in 2008 door naar het eerste elftal, op dat moment in de Championship. Reading verhuurde hem dat jaar aan Shrewsbury Town en Crewe Alexandra. Hier kon hij spelritme opdoen in de League One en League Two. Na zijn terugkeer werd hij onder coach Brendan Rodgers en daarna Brian McDermott basisspeler bij Reading.
Gylfi Sigurðsson verruilde Reading in augustus 2010 voor TSG 1899 Hoffenheim. Hiermee speelde hij voor het eerst op het hoogste niveau, in de Bundesliga. Anderhalf jaar later keerde hij terug naar Engeland, om hier op huurbasis voor Swansea City in de Premier League te gaan spelen. Gylfi wekte in die periode de interesse van Tottenham Hotspur. Dat nam hem in juli 2012 voor circa €10.000.000,- over van Hoffenheim. Hij speelde onder coaches André Villas-Boas en Tim Sherwood in twee jaar bijna zestig wedstrijden voor Tottenham in de Premier League. Hij speelde in die seizoenen ook voor het eerst in de Europa League. Een onbetwiste basisspeler werd hij niet.
Dat werd hij wel bij Swansea City. Nadat hij in juli 2014 op permanente basis terugkeerde naar Wales, gaf coach Garry Monk hem direct een basisplaats. Die behield hij ook in de volgende seizoenen onder Francesco Guidolin, Bob Bradley en Paul Clement. Hij maakte in het seizoen 2015/16 elf competitiegoals, de eerste keer dat hij daarmee dubbele cijfers haalde in de Premier League. Gylfi speelde uiteindelijk meer dan honderd wedstrijden voor Swansea.
Gylfi tekende in augustus 2017 een contract tot medio 2022 bij Everton. Dat betaalde circa €49.250.000,- voor hem aan Swansea City. Daarmee werd hij de duurste aankoop ooit voor de Engelse club.

## Clubstatistieken
| Seizoen     | Club              | Competitie     | Competitie | Competitie | Competitie | Beker | Beker | Beker | Internationaal | Internationaal | Internationaal | Totaal | Totaal | Totaal |
| Seizoen     | Club              | Competitie     | Wed.       | Dlp.       | Ass.       | Wed.  | Dlp.  | Ass.  | Wed.           | Dlp.           | Ass.           | Wed.   | Dlp.   | Ass.   |
| ----------- | ----------------- | -------------- | ---------- | ---------- | ---------- | ----- | ----- | ----- | -------------- | -------------- | -------------- | ------ | ------ | ------ |
| 2008/09     | Reading           | Championship   | 0          | 0          | 0          | 3     | 0     | 0     | —              | —              | —              | 3      | 0      | 0      |
| Club Totaal | Club Totaal       | Club Totaal    | 0          | 0          | 0          | 3     | 0     | 0     | 0              | 0              | 0              | 3      | 0      | 0      |
| 2008/09     | → Shrewsbury Town | League Two     | 5          | 1          | 0          | 1     | 0     | 0     | —              | —              | —              | 6      | 1      | 0      |
| Club Totaal | Club Totaal       | Club Totaal    | 5          | 1          | 0          | 1     | 0     | 0     | 0              | 0              | 0              | 6      | 1      | 0      |
| 2008/09     | → Crewe Alexandra | League One     | 15         | 3          | 0          | 0     | 0     | 0     | —              | —              | —              | 15     | 3      | 0      |
| Club Totaal | Club Totaal       | Club Totaal    | 15         | 3          | 0          | 0     | 0     | 0     | 0              | 0              | 0              | 15     | 3      | 0      |
| 2009/10     | Reading           | Championship   | 38         | 16         | 7          | 6     | 4     | 1     | —              | —              | —              | 44     | 20     | 8      |
| 2010/11     | Reading           | Championship   | 4          | 2          | 1          | 0     | 0     | 0     | —              | —              | —              | 4      | 2      | 1      |
| Club Totaal | Club Totaal       | Club Totaal    | 42         | 18         | 8          | 9     | 4     | 1     | 0              | 0              | 0              | 51     | 22     | 9      |
| 2010/11     | 1899 Hoffenheim   | Bundesliga     | 29         | 9          | 3          | 3     | 1     | 0     | —              | —              | —              | 32     | 10     | 3      |
| 2011/12     | 1899 Hoffenheim   | Bundesliga     | 7          | 0          | 1          | 0     | 0     | 0     | —              | —              | —              | 7      | 0      | 1      |
| Club Totaal | Club Totaal       | Club Totaal    | 36         | 9          | 4          | 3     | 1     | 0     | 0              | 0              | 0              | 39     | 10     | 4      |
| 2011/12     | → Swansea City    | Premier League | 18         | 7          | 3          | 1     | 0     | 0     | —              | —              | —              | 19     | 7      | 3      |
| Club Totaal | Club Totaal       | Club Totaal    | 18         | 7          | 3          | 1     | 0     | 0     | 0              | 0              | 0              | 19     | 7      | 3      |
| 2012/13     | Tottenham Hotspur | Premier League | 33         | 3          | 4          | 4     | 1     | 1     | 11             | 3              | 1              | 48     | 7      | 6      |
| 2013/14     | Tottenham Hotspur | Premier League | 25         | 5          | 0          | 2     | 1     | 0     | 8              | 0              | 3              | 35     | 6      | 3      |
| Club Totaal | Club Totaal       | Club Totaal    | 58         | 8          | 4          | 6     | 2     | 1     | 19             | 3              | 4              | 83     | 13     | 9      |
| 2014/15     | Swansea City      | Premier League | 32         | 7          | 10         | 3     | 2     | 0     | —              | —              | —              | 35     | 9      | 10     |
| 2015/16     | Swansea City      | Premier League | 36         | 11         | 4          | 1     | 0     | 0     | —              | —              | —              | 37     | 11     | 4      |
| 2016/17     | Swansea City      | Premier League | 38         | 9          | 13         | 2     | 1     | 0     | —              | —              | —              | 40     | 10     | 13     |
| Club Totaal | Club Totaal       | Club Totaal    | 124        | 34         | 30         | 7     | 3     | 0     | 0              | 0              | 0              | 131    | 37     | 30     |
| 2017/18     | Everton           | Premier League | 27         | 4          | 3          | 1     | 1     | 0     | 5              | 1              | 2              | 33     | 6      | 5      |
| 2018/19     | Everton           | Premier League | 38         | 13         | 6          | 3     | 1     | 1     | —              | —              | —              | 41     | 14     | 7      |
| 2019/20     | Everton           | Premier League | 35         | 2          | 3          | 3     | 1     | 0     | —              | —              | —              | 38     | 3      | 3      |
| 2020/21     | Everton           | Premier League | 36         | 6          | 5          | 8     | 2     | 5     | —              | —              | —              | 44     | 8      | 10     |
| Club Totaal | Club Totaal       | Club Totaal    | 136        | 25         | 17         | 15    | 5     | 6     | 5              | 1              | 2              | 156    | 31     | 25     |
| 2023/24     | Lyngby BK         | Superligaen    | 5          | 0          | 0          | 1     | 2     | 0     | —              | —              | —              | 6      | 2      | 0      |
| Club Totaal | Club Totaal       | Club Totaal    | 5          | 0          | 0          | 1     | 2     | 0     | 0              | 0              | 0              | 6      | 2      | 0      |
| 2024        | Valur             | Besta Deild    | 19         | 11         | 4          | 4     | 0     | 0     | 3              | 0              | 0              | 26     | 11     | 4      |
| 2025        | Valur             | Besta Deild    | 0          | 0          | 0          | 2     | 0     | 0     | —              | —              | —              | 2      | 0      | 0      |
| Club Totaal | Club Totaal       | Club Totaal    | 19         | 11         | 4          | 6     | 0     | 0     | 3              | 0              | 0              | 28     | 11     | 4      |
| 2025        | Víkingur          | Besta Deild    | 0          | 0          | 0          | 0     | 0     | 0     | —              | —              | —              | 0      | 0      | 0      |
| Club Totaal | Club Totaal       | Club Totaal    | 0          | 0          | 0          | 0     | 0     | 0     | 0              | 0              | 0              | 0      | 0      | 0      |
| Totaal      | Totaal            | Totaal         | 440        | 109        | 67         | 48    | 17    | 8     | 27             | 4              | 6              | 515    | 130    | 81     |

Bijgewerkt tot en met 9 februari 2020

## Interlandcarrière
Gylfi Sigurðsson debuteerde op 29 mei 2010 in het IJslands voetbalelftal, in een met 4–0 gewonnen oefeninterland tegen Andorra. Zijn eerste interlanddoelpunt volgde op 7 oktober 2011. Hij maakte toen de 5–3 in een met diezelfde cijfers verloren EK-kwalificatiewedstrijd in en tegen Portugal. Bondscoach Lars Lagerbäck maakte op 9 mei 2016 bekend Gylfi mee te nemen naar het EK 2016, het eerste eindtoernooi waarvoor IJsland zich ooit plaatste. IJsland werd in de kwartfinale uitgeschakeld door gastland Frankrijk, dat met 5–2 won. Gylfi was basisspeler in alle vijf de wedstrijden die zijn ploeg speelde tijdens dat toernooi. Hij scoorde tijdens de groepswedstrijd tegen Hongarije (1–1). Gylfi was op 9 oktober 2016 voor het eerst aanvoerder van de nationale ploeg, in een met 2–0 gewonnen kwalificatiewedstrijd voor het WK 2018 thuis tegen Turkije.

## Erelijst
Individueel
- IJslands voetballer van het jaar: 2010, 2012, 2013, 2014, 2015, 2016, 2017, 2018, 2019
- Reading Player of the Year: 2009/10